# Fabio Sticotti
Fabio Sticotti est un comédien parisien originaire du Frioul, né en 1676 et mort à Paris le 5 décembre 1741).
Il arrive à Paris en 1716 avec son épouse, la cantatrice Ursule Astori, engagée pour chanter à la Comédie-Italienne, lorsque les comédiens italiens, dispersés en 1697, reviennent à Paris sous la Régence et reconstituent leur troupe ; elle y chantera jusqu'en 1739. Fabio Sticotti débute à la Comédie-Italienne en 1733 dans le rôle de Pantalon.
Le couple a trois enfants : Antoine Jean (1715-1772), Michaelo et Agathe.